# 1798 az irodalomban
Az 1798. év az irodalomban.

## Megjelent új művek

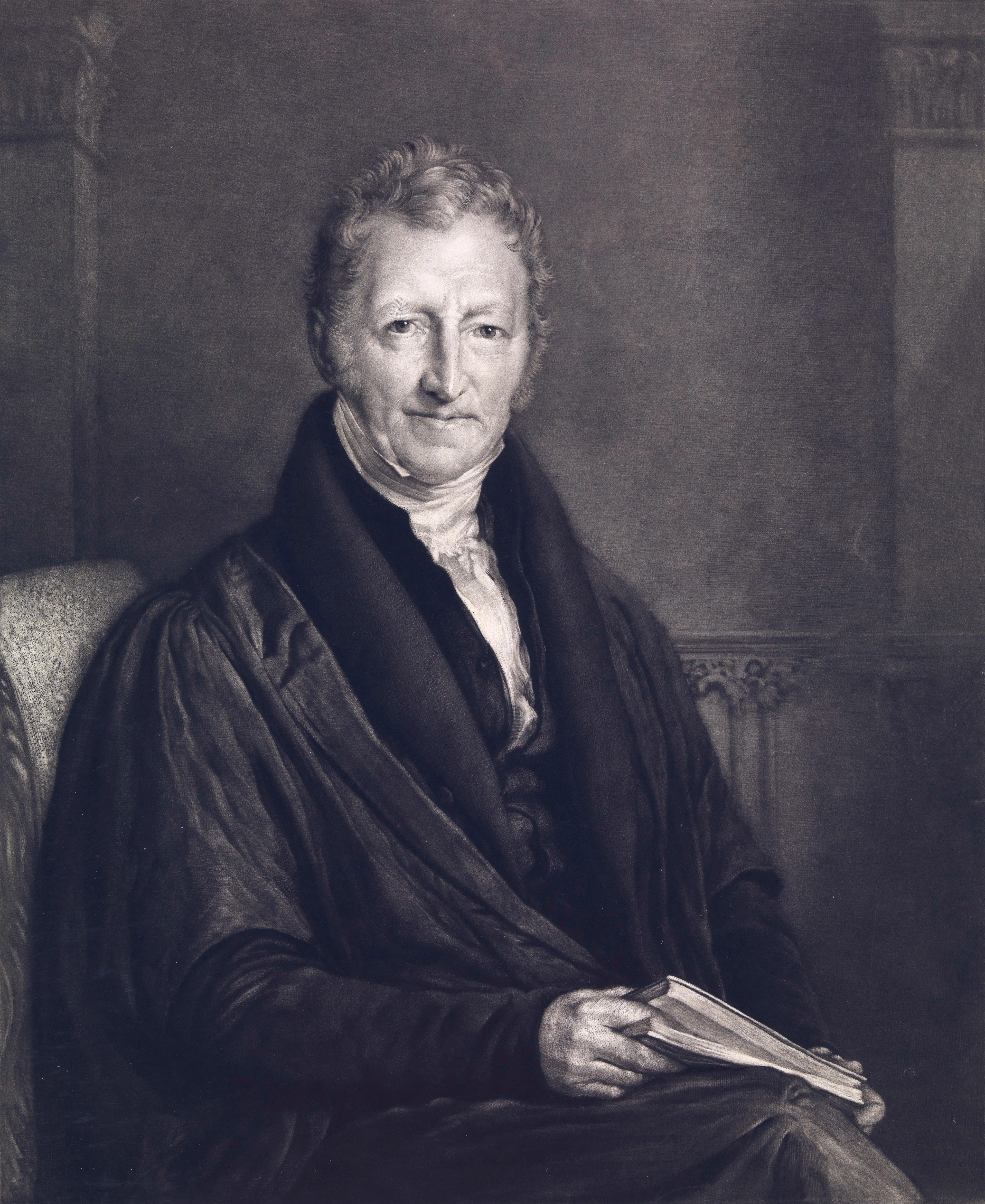
Thomas Malthus

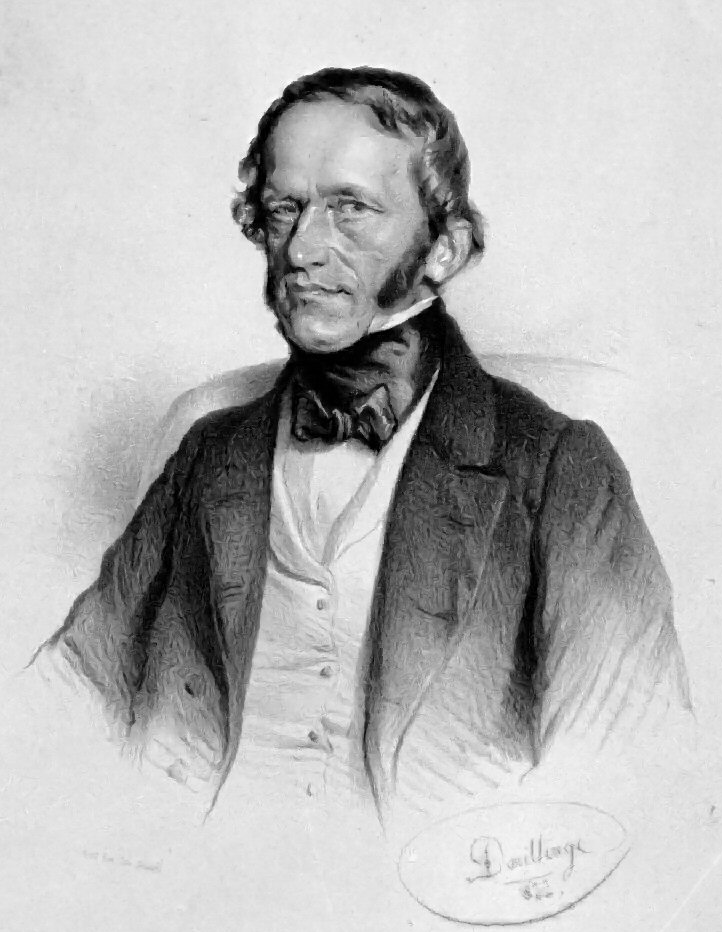
František Palacký

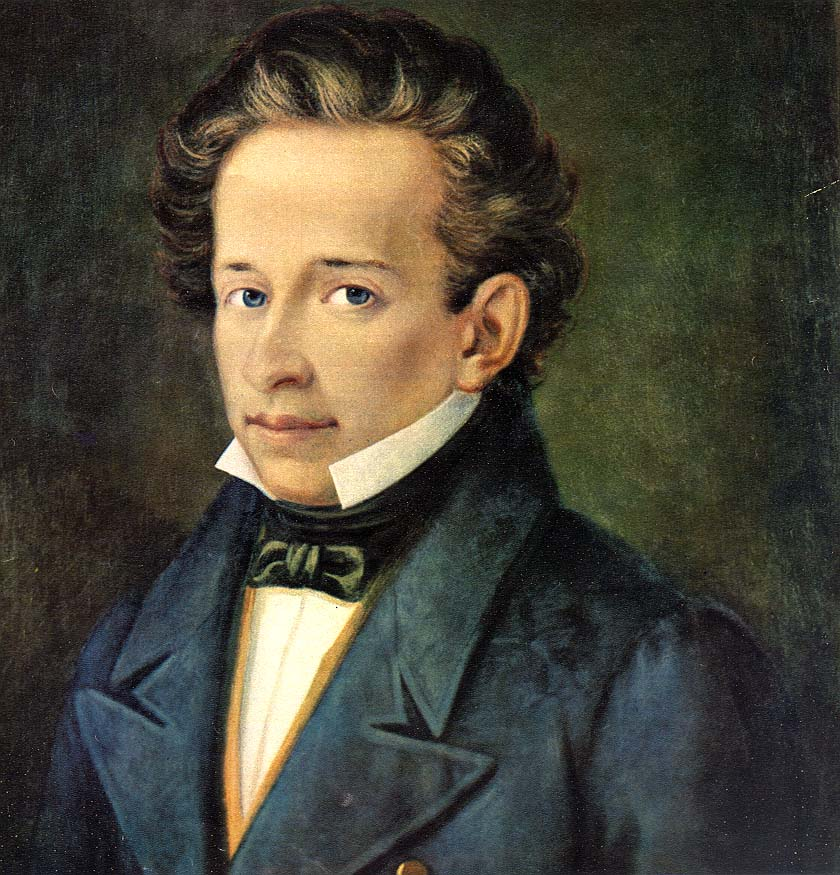
Giacomo Leopardi

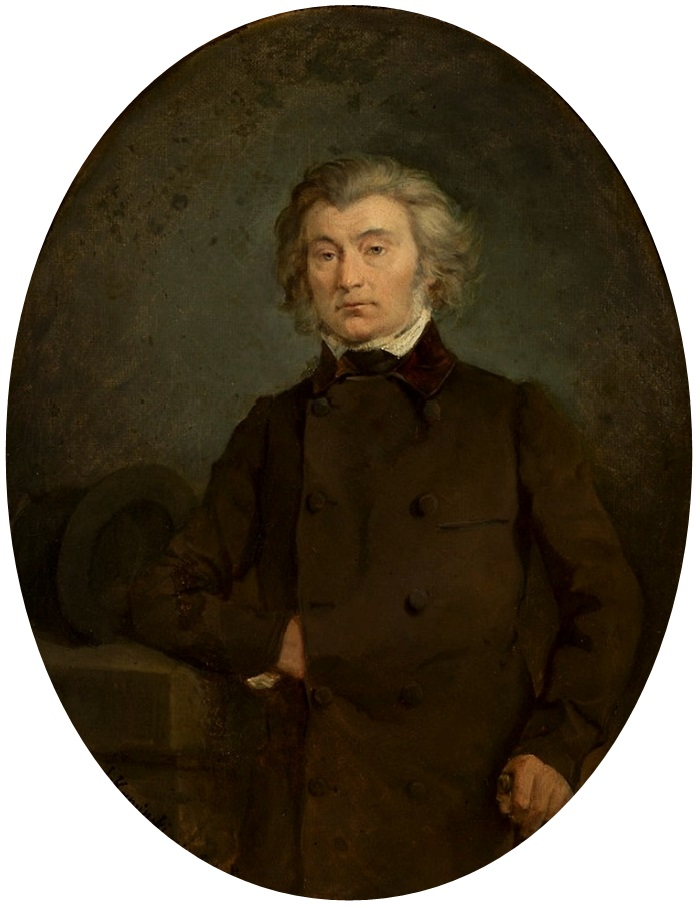
Adam Mickiewicz

- William Wordsworth és Samuel Taylor Coleridge közös műve: Lírai balladák (Lyrical Ballads, with a Few Other Poems).

„A könyv megjelenése 1798-ban egyúttal az angol romantika megszületésének dátuma.” Ebben a kötetben jelent meg Coleridge híres költeménye is, az Ének a vén tengerészről (The Rime of the Ancient Mariner).
- Ivan Petrovics Kotljarevszkij ukrán költő: Енеїда (Enejida), Vergilius Aeneisának parodisztikus ukrán nyelvű átköltése.
- Thomas Malthus: An Essay on the Principle of Population (Tanulmány a népesedés törvényéről).

### Dráma
- Friedrich Schiller: Wallensteins Lager (Wallenstein tábora), a Wallenstein dráma-trilógia (1798-1799) első része. Októberben ennek bemutatójával nyitották meg Weimar újjáépített színházát, melynek Goethe volt az intendánsa.

### Magyar irodalom
- Batsányi János kiadja Ányos Pálnak munkáit (Bécs).
- Csokonai Vitéz Mihály 1798-1799 telén írja Dorottya, (Dorottya vagyis a dámák diadalma a fársángon) című komikus eposzát. Műve először 1804-ben jelent meg Nagyváradon.

## Születések
- június 14. – František Palacký cseh történetíró, politikus, író, a cseh tudományos élet és közélet egyik szervezője, kiemelkedő alakja († 1876)
- június 29. – Giacomo Leopardi az egyik legnagyobb olasz költő és gondolkodó, vagy ahogy egyesek nevezik, a filozófus-költők egyike († 1837)
- december 24. – Adam Mickiewicz lengyel költő, író, a 19. század egyik legnagyobb romantikus lengyel költője; az ún. három bárd egyike († 1855)

## Halálozások
- március 16. – Alois Blumauer osztrák költő, író, drámaíró (* 1755)
- június 4. – Giacomo Casanova velencei kalandor, író; fő művét, francia nyelven írt Emlékiratait csak jóval halála után adták ki (* 1725)